# بونتسویل (کارولینای شمالی)
بونتسویل (به انگلیسی: Bonnetsville) شهری در ایالت کارولینای شمالی کشور ایالات متحده آمریکا است که جمعیت آن در سرشماری سال ۲۰۱۰ میلادی، ۴۴۳ نفر بوده‌است.